# Ragga
Ragga (prescurtarea de la Raggamuffin music) este un subgen al muzicii dancehall sau reggae, unde instrumentația este făcută în principal cu instrumente electronice. 
Sampling-ul are un rol important în acest gen de muzică, care a apărut prima dată în anii 1980 în Jamaica, prima melodie ragga fiind considerată a fi „(Under Me) Sleng Teng” a lui Wayne Smith din 1985.
Din muzica ragga au apărut la rândul său unele subgenuri, precum raggacore, bhangragga, ragga jungle, ragga fusion etc.

## Etymologia
„Raggamuffin” este scrierea intenționat greșită a cuvântului englez ragamuffin („coate-goale”, „golan”).